# Petermann-Werke

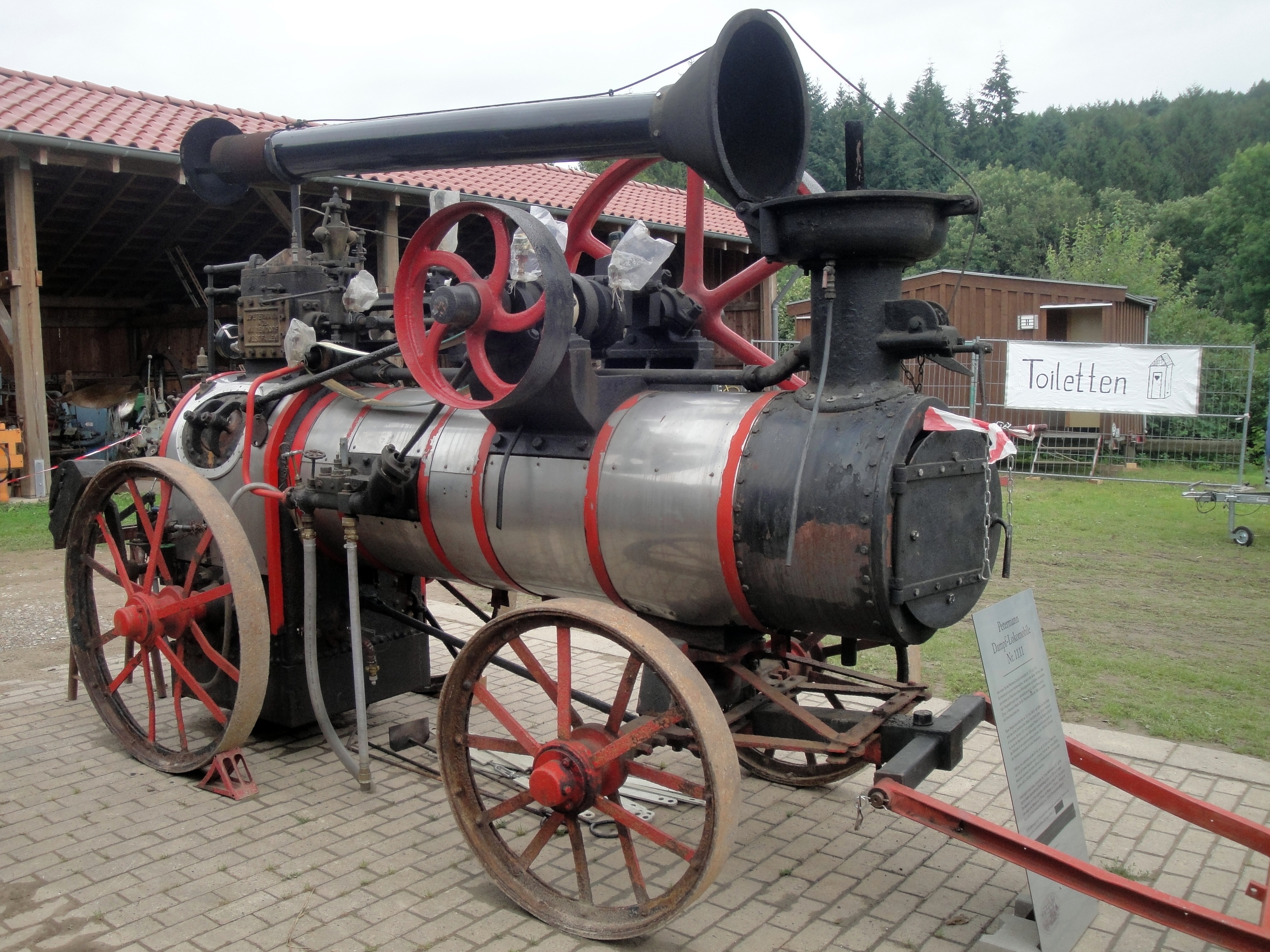
Petermann Dampf-Lokomobile Nr. 1111

Die 1922 gegründete Petermann-Werke A.-G. Warendorf i. W. entstand aus der von Johann, Laurenz und Heinrich Petermann 1883 in Warendorf gegründeten offenen Handelsgesellschaft Joh. Petermann & Comp. deren Geschäftsgegenstand, die Fabrikation von Dreschmaschinen und Lokomobilen, sie fortführte.
Die Produktionspalette soll auf fahrbare Dampfkessel, dampfgetriebene Dreschmaschinen, Dreschkästen und andere landwirtschaftliche Maschinen ausgeweitet worden sein, wobei 1932, aufgrund eines Patents von Joseph Schulze, Getreideeinleger zusätzlich produziert und vertrieben wurden.
Das Unternehmen hatte 1895. Filialen unter anderem in Freckenhorst eröffnet und später in Köln. Anfang des 20. Jahrhunderts bezeichnete sich das Unternehmen als Lokomobil-Fabrik. In der Weltwirtschaftskrise um 1925 geriet Petermann in wirtschaftliche Probleme und wurde 1928 von der Carl Geringhoff GmbH aus Ahlen übernommen, der Markenname bestand jedoch weiter. Zuletzt (insbesondere nach dem Zweiten Weltkrieg) spezialisierten sich die Petermann-Werke weitgehend auf die Herstellung von Dreschmaschinen. Anfang der 1970er Jahre wurde die Produktion eingestellt. Von Nutzen dürfte die zeitweise Betriebsführung durch den Ingenieur und späteren Agrarwissenschaftler sowie Erfinder Georg Segler (1906–1978), sowie eine erneute Anstellung von 1945–1947, gewesen sein.
Erzeugnisse des Unternehmens sind nur vereinzelt bis heute erhalten. So zum Beispiel eine Dampfmaschine im „Aktivmuseum für historische Landtechnik“ in der Warendorfer Bauerschaft Vohren (Baujahr 1901), eine um 1910 gebaute Lokomobile im Museumsdorf Cloppenburg, eine Dreschmaschine im Volkskundlichen Museum Mölln-Hof in Tornesch-Esingen oder beim Dreschclub Adorf (Hessen).
In Warendorf ist der Petermannweg nach dem Unternehmen benannt. Im Rahmen eines Projekts „Museumspfad“ wurde 2008 auch zu den Petermann-Werken eine Hinweistafel mit alten Bildern und Begleittext aufgestellt.
1971/72 kam die Firma Petermann indirekt zu künstlerischen Ehren: Der ehemalige Landmaschinenbau-Ingenieur und Werksvertreter für Petermann Combi-Drescher, Karl Fastabend, war politisch engagiert. Er war zusammen mit den Künstlern Joseph Beuys und Johannes Stüttgen Mitgründer und seit Herbst 1971 Leiter des Büros der Organisation für direkte Demokratie durch Volksabstimmung in Düsseldorf. Auf alte Briefbögen der Bad Harzburger Werksvertretung Fastabends, die im Briefkopf einen Petermann-Drescher zeigen, notierte Beuys 1971 in Schreibschrift: „Freier Demokratischer Sozialismus“ und stellte damit symbolisch dem kapitalistischen Unternehmen ein System, das diesen ablösen sollte, gegenüber. Beuys signierte die Bögen, so dass sie ein sogenanntes Multiple ergaben. Auf ebensolche Briefbögen schrieb er 1972 den Spruch: "Nehmt, was ihr kriegen könnt!" (ebenfalls als Multiple signiert).